# Angeliki Papoulia
Angeliki Papoulia (griego: Αγγελική Παπούλια; Atenas, 1975) es una actriz y directora de teatro griega. En el cine, se destaca por sus papeles en Kynódontas, Alps y The Lobster de Yorgos Lanthimos, y A Blast y The Miracle of the Sargasso Sea de Syllas Tzoumerkas. Por su papel en Kynódontas recibió el premio "Heart of Sarajevo" a la mejor actriz (junto con Mary Tsoni).

## Trayectoria
Papoulia nació en 1975 en Atenas, Grecia. Se graduó en la escuela de teatro Embros. Inmediatamente después de su graduación, colaboró con los directores de teatro griegos Michail Marmarinos, Lefteris Voyatzis y Yannis Houvardas en varias representaciones, entre las que destacan Himno Nacional, Escuela de Mujeres y Romeo y Julieta.
En 2004, Papoulia fundó con sus compañeros actores Christos Passalis y Yorgos Valais el grupo de teatro blitz. Desde entonces, codirigió, coescribió y actuó en todas las actuaciones del grupo en Atenas y en toda Europa: Motherland (teatro Bios, Atenas), Joy Division (teatro Bios, Atenas), New Order (teatro Bios, Atenas), Fausto (Teatro Nacional de Grecia), Katerini (Festival de Atenas y Epidauro), Guns! ¡Armas! ¡Armas! (Teatro Nacional de Grecia), Cinemascope (Festival de Atenas y Epidauro y Teatro Bios, Atenas), Galaxy (Instituto Michalis Cacoyannis, Atenas y Schaubuhne, Berlín), Don Quijote (Festival de Atenas y Epidauro), Late Night (Centro Cultural Onassis y La Filature), Vanya - Diez años después (teatro Technis en coproducción con La Comédie de Reims y Théâtre Dijon-Bourgogne), 6 h Cómo desaparecer completamente (Centro Cultural Onassis en coproducción con Sao Luiz Teatro Municipal, Lisboa, La Filature, La Comédie De Reims, Théâtre De La Ville - París, Nouveau Théâtre De Montreuil, Ligne Directe - París y Festival d'Avignon).
Paralelamente a su trabajo teatral, Papoulia comenzó su carrera como actriz cinematográfica con cortometrajes y un papel menor en el largometraje Alexandreia de Maria Iliiou. En 2002, apareció en la primera película de Yannis Economidis, "Matchbox", en el papel de Kiki.
En 2008, Papoulia tuvo el papel principal de 'Hija Mayor' en Kynódontas, nominada al Oscar y premiada en el festival de Cannes de Yorgos Lanthimos. Su colaboración con Lanthimos continuó en su siguiente película Alps, que ganó el Premio al Mejor Guion en el Festival Internacional de Cine de Venecia. En 2014, Angeliki Papoulia tuvo el papel principal de 'Maria' en A Blast de Syllas Tzoumerkas , que se estrenó en el Festival Internacional de Cine de Locarno. En 2015, apareció como la 'Mujer sin corazón' en The Lobster, de Yorgos Lanthimos, premiada en Cannes y nominada al Oscar . En 2019, su segunda colaboración con Tzoumerkas, el thriller El milagro del mar de los Sargazos, se estrenó en el 69.º Festival Internacional de Cine de Berlín. Por sus actuaciones en estas cinco películas, Angeliki Papoulia fue elogiada por la prensa internacional y Der Spiegel la llamó "una de las más valientes actrices europeas que trabajan hoy".
En 2016, Papoulia fue miembro del jurado del Festival Internacional de Cine de Locarno Pardi di domani y del jurado del concurso del Festival de Cine de Sarajevo.